# Ángel (Belinda)
Ángel è il terzo singolo estratto dall'album Belinda, della cantante messicana, Belinda. Il singolo è uscito il 21 maggio 2004 per la Sony BMG.

## Informazioni
Ángel fu un singolo in Messico e nel mondo di Belinda. La canzone rimase al numero 1 in Messico per sei settimane e fu nella Top 5 in Venezuela, Argentina, Cile, Uruguay, Centroamerica, Perù, Ecuador e Colombia.

## Videoclip
Nel video, Belinda è un angelo innamorata di un ragazzo che deve guidare e protegge. Il ragazzo sta guidando un'auto nella notte, ma ha un incidente automobilisto, e sta per morire. I paramedici cercono di salvarlo e quando sta per morire, il suo Angelo (Belinda), lo salva.
L'attore che interpreta il ragazzo è Eddy Vilard, che nella vita reale è amico di Belinda.
Il videoclip fu diretto da Alejandro Lozan, con la produzione di Lemon Films.

## Classifiche
| Classifica (2004)     | Posizione massima |
| --------------------- | ----------------- |
| Argentina Top 100     | 34                |
| Cile Top 100          | 2                 |
| Spagna-America Top 40 | 14                |